# Đại Lãnh (Quảng Nam)
Đại Lãnh is een xã in het district Đại Lộc, een van de districten in de Vietnamese provincie Quảng Nam.
De Quốc Lộ 14b is een belangrijke verkeerader in Đại Lãnh. De Con stroomt in Đại Lãnh in de Vu Gia.